# Famille de Riedmatten
La famille de Riedmatten ou Riedmalten (von Riedmatten ou zur Riedmatten) est une famille notable valaisanne.
Six membres de cette famille ont été princes-évêques de Sion, plusieurs autres ont été officiers ou hommes politiques.

## Histoire

### Origines
La famille prend son nom du hameau de Riedmatten, dans la commune actuelle de Saint-Nicolas, dans le Canton du Valais. 
Le premier membre identifié de la famille est Peter im Howe, sacristain de Saint-Nicolas, au XIIIe siècle. Ce dernier obtient l'alleu de Riedmatten, en 1307. Son fils, Johann, donzel, se fait appeler im Howe de Riedmatten. Il épouse la veuve du baron de Rarogne, Margaretha de Mont.
Ce mariage et l'accession au vidomnat et à la majorie de Saint-Nicolas par plusieurs membres de la famille laissent supposer permet de penser que la famille est issue de la petite noblesse ou de la noblesse villageoise.

## Possessions
En 1646, Jacques de Riedmatten achète la seigneurie de Saint-Gingolph pour quatre mille écus d'or. Il se trouvera confronté à de nouvelles tensions avec ses sujets, qui pour échapper à la dîme convertiront leurs champs en pâturages. Les Riedmatten ne résideront pas au château de Saint-Gingolph de façon continuelle au cours du XVIIe siècle. C'est le fils d'Emmanuel de Riedmatten, Pierre-Joseph, qui fut le dernier représentant de cette maison à venir prendre possession de son fief, selon la coutume, le 1er août 1791. Il présida l'Assemblée constitutive à Saint-Maurice le 22 février 1798 où il porta un toast resté dans les annales : « Aux rats et souris qui vont manger les titres de noblesse des familles sédunoises ».

## Généalogie
- Pierre
  - Adrien Ier
    - N.
      - Hildebrand
      - N.
        - Adrien II

  - Jean

## Armoiries
Les Riedmatten portent à l'origine : « de gueules à une feuille de trèfle de sinople, accompagnée en chef de deux étoiles d'or. »

## Personnalités
- Six princes-évêques de Sion : Adrien Ier (1529-1545), Hildebrand (1565-1604), Adrien II (1604-1613), Adrien III (1640-1646), Adrien IV (1646-1672) et Adrien V (1672-1701).
- Pierre de Riedmatten (v.1635-1683), grand bailli du Valais(1682)[3].
- Pierre de Riedmatten (1638-1707), officier, grand bailli du Valais (1701-1707)[3].
- Pierre-Joseph de Riedmatten (1744-1812), officier, député de Sion à la Diète valaisanne, président de la cour suprême (1798-1802), bourgmestre de Sion (1807-1809)[4].
- Joseph-Augustin de Riedmatten (1751-1837), frère du précédent, officier, vidomne de Sion (1794-1796), bourgmestre de Sion (1802-1807, 1809-1811, 1814-1816), conseiller général du département du Simplon, député de Sion à la Diète valaisanne (1815-1820), président du dizain (1819-1820)[5].
- Janvier de Riedmatten (1763-1846), bourgmestre de Sion, député à la Diète valaisanne et à la Diète fédérale.
- Antoine de Riedmatten (1811-1897), député au Grand Conseil valaisan puis conseiller national[6].
- Seize gouverneurs, des magistrats de dizains.

#### Ouvrages
- Marcel Godet, Henri Türler et Victor Attinger, Dictionnaire historique & biographique de la Suisse, vol. 5, Neuchâtel, Imprimerie Paul Attinger, 1930 (lire en ligne), p. 484-486

#### Articles
- Xavier Lambiel, « Les Riedmatten ou la stratégie du glaive et de la crosse », Le Temps,‎ 1er janvier 2017 (lire en ligne, consulté le 26 février 2017)

### Fonds d'archives
- Fonds : Famille de Riedmatten (19e siècle) [0,60 mètre].  Cote : CH AEV, de Riedmatten. Sion : Archives de l'État du Valais (présentation en ligne).